# St. Josef (Kierspe)

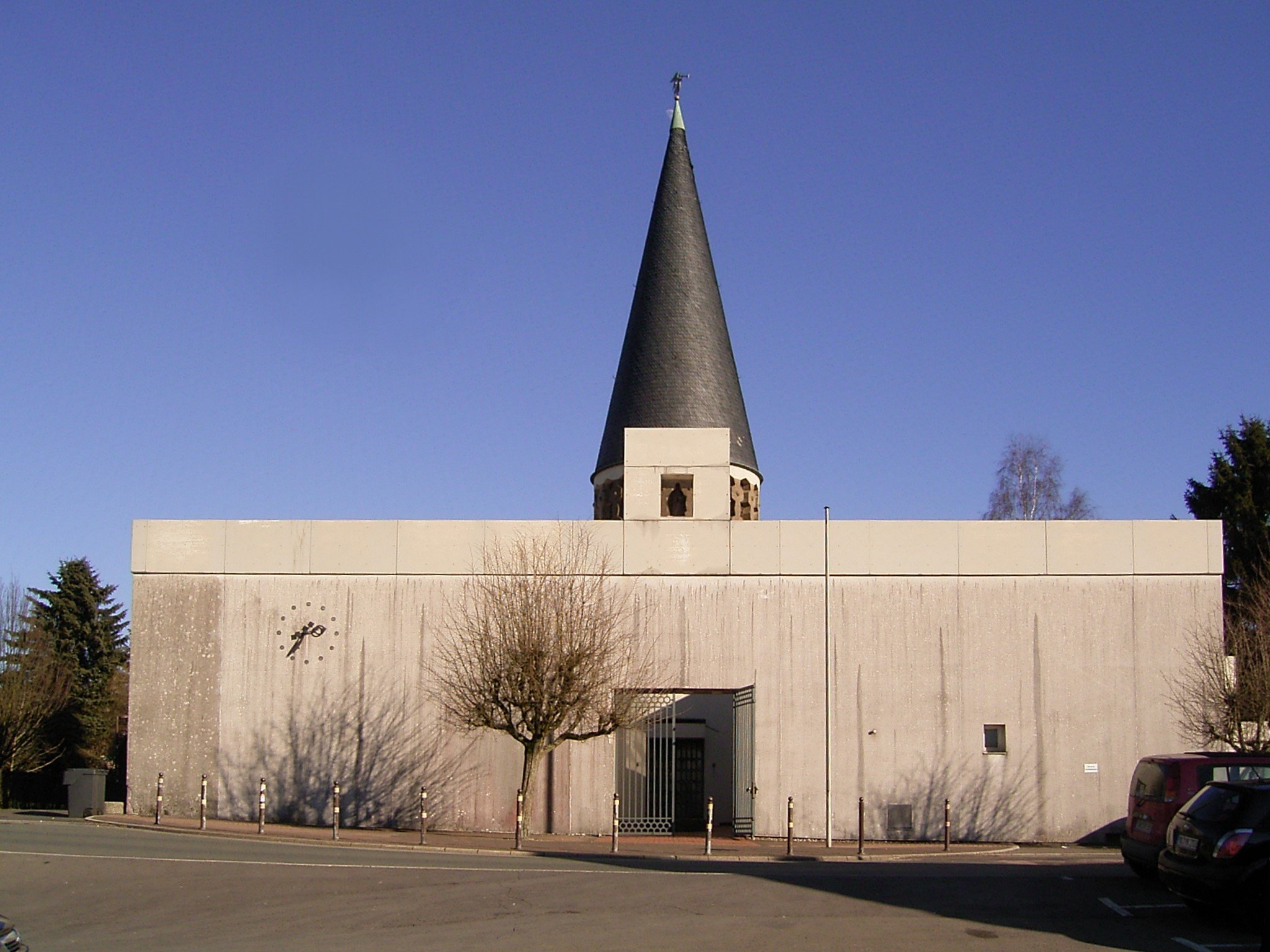
Pfarrkirche St. Josef

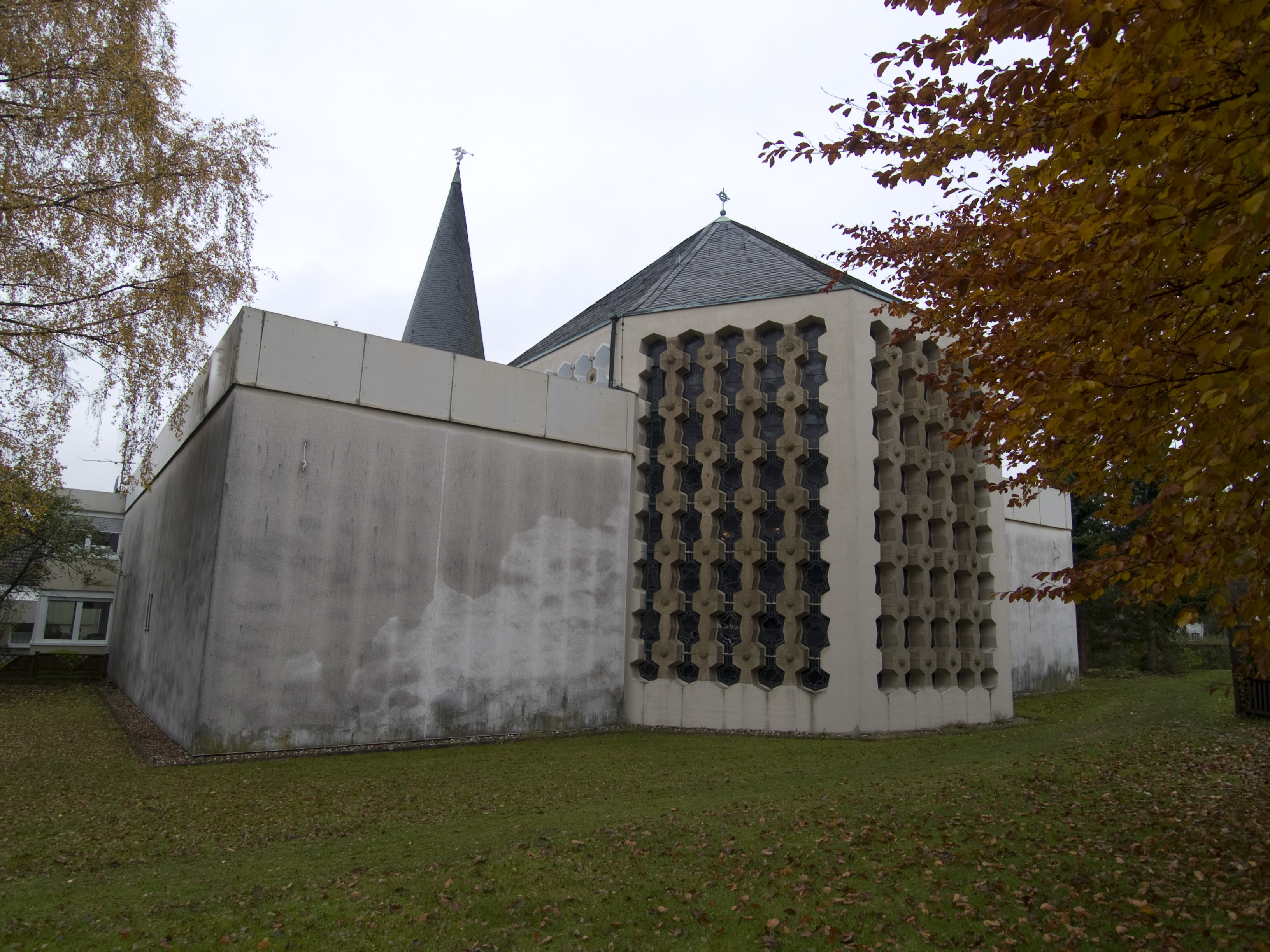
Blick auf den Chor von St. Josef

Die römisch-katholische Kirche und ehemalige Pfarrkirche St. Josef ist ein Kirchengebäude am Glockenweg 4 in Kierspe im Märkischen Kreis in Nordrhein-Westfalen.

## Lage
1957/1958 wurden mit Hilfe der Muttergemeinde Meinerzhagen, der Amtsverwaltung Kierspe und des Entgegenkommens von Dr. med. Hans Wernscheid die Tausch- und Kaufverträge zum Erwerb des 5000 Quadratmeter großen Kirchbaugrundstückes Thingslindestraße (später umgewidmet in Glockenweg) abgeschlossen. Ursprünglich war ein Grundstück an der Heerstraße vorgesehen, das sich jedoch als zu klein erwies.
Noch während des Zweiten Weltkrieges stand auf dem Grundstück Thingslindestraße ein Zwangsarbeiterlager, das Lager Ebenstück. Für 16 Kiersper Firmen arbeiteten die hier rund 500 lebenden Menschen, von denen 16 während ihres Aufenthaltes starben und auf dem Zwangsarbeiterfriedhof beerdigt sind.
Zu sehen ist dieses beachtenswerte Bauwerk bei einer Fahrt über die Hauptstraße der Stadt, der Friedrich-Ebert-Straße, nur kaum. Leider ist es inzwischen verdeckt durch ein gesichtsloses Einkaufszentrum.

## Geschichte und Architektur

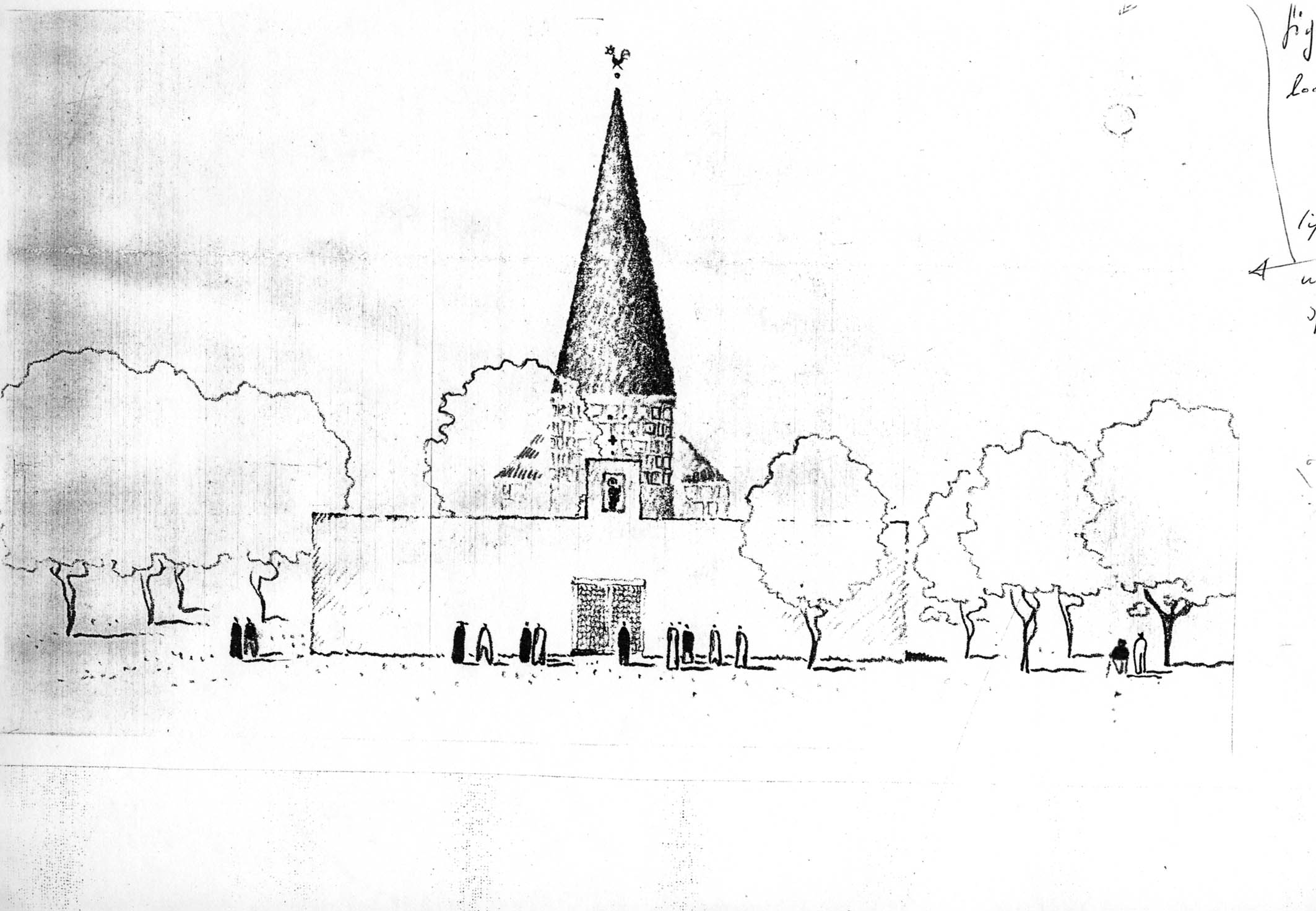
Entwurf des Architekten Böhm der Kirche St. Josef

Der Baukomplex steht über einem rechteckigen Grundriss, in der Disposition eines Atriumhauses. Das Gebäude wurde von 1959 bis 1961 nach Plänen des Architekten und Bildhauers Gottfried Böhm errichtet.
In direkter Nachbarschaft zur Kirche mit ihrem „geistlichen“ Atrium sahen ursprüngliche Pläne vor, ein Gemeindehaus mit einem weiteren – einem „weltlichen“ – Atrium zu errichten. Das heute dort stehende Gemeindehaus ist jedoch ein anderer Entwurf, der mit den ursprünglichen Plänen nichts gemeinsam hat.
Seit dem 11. Mai 2004 steht die Kirche unter laufender Nummer 59 der Denkmalliste für Bodendenkmäler der Stadt Kierspe (Stand: 23. April 2013) unter Denkmalschutz. Das umlaufende, ursprünglich aus Beton gegossene Traufband, wurde 2002 ummantelt. Die Mauern sind aus verputztem Backstein hochgezogen. Aus dem Komplex treten der Chor und der aufragende Turm heraus. Sie sind durch ornamentale Fensterbänder aus Tuff akzentuiert. Ein Zugang befindet sich in der westlichen Außenmauer. In der Nische darüber steht eine Tuff-Figur des Hl. Joseph mit dem Jesuskind. Das Atrium mit einem Brunnen wird von der Sakristei und dem Pfarrhaus flankiert. Der Eingang zum flachgedeckten, niedrigen Kirchensaal erfolgt durch den runden Turm. Der überhöhte Chor mit 3/8 Schluss ist mit einem sechsseitigen Zeltdach als Altarhaus eingestellt. Als Chorschranken dienen gusseiserne Säulen. Die nach Entwürfen von Robert Rexhausen gefertigten Farbfenster sind im Westen raumhoch und wirken nach außen durch eine Goldbeschichtung kostbar. In den südlichen Fenstern sind die Passion und das Weltgericht dargestellt, das nördliche Fenster zeigt das apokalyptische Lamm.
Die Gesamtkonzeption von Ausstattung und Bau wírkt eindrucksvoll wie ein Spiel positiver und negativer Grundformen und glatter Flächen mit den stark gegliederten Fensterwänden.
Die Formensprache der Kirche stammt aus dem Orient. Der Architekt Gottfried Böhm hatte als Vorlage das Buch der geheimen Offenbarung genommen und nach seinem Text die Kirche gestaltet. So ist der Innenraum viereckig und stellt die vier Himmelsrichtungen und die irdischen Räume dar, während die himmlischen Räume acht- oder zwölfeckig sind. Bilder waren von Anfang an in dieser Kirche nicht vorgesehen. Das Kreuz über dem Altar gab es nicht, als die Kirche gebaut wurde. Auch stand der Altar damals noch etwas weiter vorne und den sakralen Raum trennte eine Schranke mit Kommunionbank vom restlichen Gebäude. Der Tabernakel, der früher im Altarraum stand, steht jetzt im Raum rechts neben dem Altar und hat eine Haus- oder Zeltform und wiederholt die Gestaltung des Altarraumes. Dort wo er jetzt steht, war früher ein Josefs-Altar gedacht.
771.000 Deutsche Mark kostete der Neubau der Kirche St. Josef 1961, doch schon 1977/1978 stand für die Kirche die erste große Renovierung an. Die Glockenstube musste renoviert werden und mit einer innen liegenden Holzverkleidung wetterfest gemacht. Ein neues Dach wurde ebenfalls fällig, da es durch es durchregnete. Umweltverschmutzungen und Witterungseinflüsse machten die Schäden an der Pfarrkirche unübersehbar. Im Frühjahr 1994 wies der Beton des Kirchturmes Risse auf. Am 25. Mai 1994 wurde ein Gerüst aufgestellt und die Arbeiten in Angriff genommen. Die Armierungseisen waren offen und über ihnen war der Beton abgeplatzt. Die beschädigten Stellen wurden gänzlich offengelegt, die Eisen heraus gestemmt und mit Sandstrahl gesäubert und neu einbetoniert. Während der Arbeiten stellte sich heraus, dass der Turm innen morsch war und die Tuff-Steine auf dem Dach beschädigt. Sie wurden in ihren ursprünglichen Zustand versetzt. Die Steine waren beim Bau versiegelt worden, so dass in der Substanz Schäden entstehen konnten. 1994 wurden sie schariert, das heißt, bis auf die Grundsubstanz abgestemmt. Das war eine reine Knochenarbeit, da alles von Hand gemacht werden musste. 200.000 Deutsche Mark hatte die Renovierung 1994 gekostet.
2012/13 stehen wieder Renovierungsarbeiten an, bisher sind sie auf rund 460.000 Euro veranschlagt worden. Als erstes wird die Fassade im Innenhof instand gesetzt werden, da sich in ihr waagerechte Risse gebildet haben. Bei der Gelegenheit wird der Dachrand, die sogenannte Attika, erneuert. Sie besteht jetzt aus asbesthaltigen Zementplatten. Der neue Putz wird dem Ursprungsputz näher kommen als der alte Putz. Der jetzige Kratzputz ist sehr grob, der Erstputz war viel feiner. Ist die Fassade der Kirche erst einmal wieder in Ordnung gebracht, wird die Bleiverglasung im Chorraum instand gesetzt. Sie wird außen eine Schutzverglasung erhalten, zudem noch einen abgrenzenden Zaun, der die Fenster ebenfalls schützen soll. Das Maßwerk im Chorraum selbst weist hingegen nur minimale Schäden auf, die in diesem Zusammenhang ebenfalls beseitigt werden. Eine Rampe für Rollstuhlfahrer am Haupteingang, eine Überarbeitung der Pflasterbelege im Innenhof sowie die Beseitigung der Wassereintritte in die Dachflächen der Pfarrhauswohnung und der Sakristei stehen auch noch auf dem Arbeitsplan der Handwerker. Bis zum Sommer 2013 dürften die Arbeiten erledigt sein.

## Ausstattung
Ein großer Teil der Ausstattung sind Arbeiten von Gottfried Böhm.

### Bleiglasfenster

#### Turmfenster
Die Fenster im Kirchturm wurden vom Maler Robert Rexhausen entworfen und in der Kölner Werkstatt für Glasmalerei Dr. Reuter gemalt. Sie sind je 3,50 mal 7 Meter groß. Das Fenster auf der Epistelseite zeigt das kommende Gericht und das auf der Evangelienseite die Anbetung des Lammes. Beide Fenster wurden von Robert Rexhausen in Anlehnung an den Text der Apokalypse des Apostels Johannes entworfen.

#### Gerichtsfenster
Das Gerichtsfenster enthält eine Mandorla, die von den Flügeln der himmlischen Geister umgeben wird. Auf dem leeren Gerichtsthron sind zu sehen eine Königskrone als Zeichen Seiner allumfassenden Herrschaft, das Schwert als Zeichen jenes Urteils, das aus Seinem Munde fahren wird, um alle Völker zu richten. Neben dem Thron schweben viele Sterne, denn das Weltall ist ihm untertan. Vor dem Thron liegt das Gerichtsbuch als Hinweis auf seine Göttliche Allwissenheit, der keine Verteidigung widerstehen kann. Noch ist der Thron leer, denn das Gericht hat noch nicht begonnen. Der leere Thron mahnt: „Seid bereit, denn ihr wisset weder den Tag noch die Stunde!“ (Mt. 25,13). Unter der Mandorla sind in einer waagerechten Reihe fünf Wabenfenster mit Gerichtsattributen angeordnet: Die Oranten (Betenden) Maria und der Johannes der Täufer schauen zum Thron auf und legen Fürbitte für die Menschen ein. Im Mittelfeld ist die Gerichtswaage zu sehen, auf der die Seele, dargestellt durch das christliche Symbol des Fisches, gewogen und durch das Gegengewicht des Kreuzes gerettet wird. Die beiden restlichen Feldern enthalten die Passionswerkzeuge Jesu, die Dornenkrone, die Lanze, der Rock und die fünf Wunden. Diese Werkzeuge werden sich im Gericht als Werkzeuge der Macht und des Sieges erweisen, aber auch als die Zeichen der Rettung und Auserwählung all derer, die ihnen nicht widersprochen haben (Lk. 2,34).

#### Anbetungsfenster
Auch im Anbetungsfenster ist eine Mandorla mit dem Lamm Gottes, das wieder von den Flügeln der himmlischen Geister umgeben wird. Es ist das Lamm Gottes mit den sieben Hörnern, Symbol der Machtfülle, übersät mit Augen, dem Symbol der Allwissenheit. Es steht auf dem Buch mit den sieben Siegeln, welches nur vom Lamm geöffnet werden kann (Offb. 5,1-7). Unter der Mandorla sind wieder fünf Wabenfelder mit ergänzenden Attributen angeordnet. Im Mittelfeld der steht der Opferaltar, auf dem die Flamm der Anbetung brennt. Aus einem Räuchergefäß steigt Weihrauch empor, das sind die Gebete der Heiligen (Offb. 8,3f.). Die beiden äußeren Waben zeigen Musikinstrumente, wie sie in der Apokalypse als Attribute der himmlischen Liturgie genannt werden. Die beiden Felder seitlich der Mittelwabe enthalten sieben Leuchter. Jeder von ihnen stellt eine von den sieben Gemeinden Kleinasiens dar, an welche die sieben Sendschreiben der Apokalypse gerichtet sind. Einer von ihnen wankt und droht sein Licht zu verlieren. So sind alle christlichen Gemeinden der ganzen Welt in den brennenden Leuchtern vor dem himmlischen Altar symbolisch vertreten. Dies bedeutet, dass Gott eine jede Gemeinde kennt. Er weiß um ihr Schicksal, ihren Glauben, und weiß um ihre Treue, die er nicht übersieht.
Die beiden Fenster wollen aber auch eine Mahnung zum Ausdruck bringen: Unglaube und Untreue können dazu führen, dass Gott einen Leuchter „von seiner Stelle rückt“ (Offb. 2,5). Die glastechnische Besonderheit beider Fenster liegt in der Eigenart des Fonds. Während die geschilderten Felder auf farblosem, gewischten Antikglas zu sehen sind, besteht die gesamte frei bleibende Fläche aus Linienglas, in das reines Gold eingebrannt wurde. Das Gold wurde mit einem Pinsel in unterschiedlicher Menge auf die Fenster aufgetragen und erhielt so eine wechselnde Transparenz mit weichen Übergängen zwischen Violett, Blau und Weinrot. Vom Innenhof her erscheint das Fenster bei Tage als eine Goldwand, auf die das Sonnenlicht fällt. Sie erinnern an die Goldgründe der Ikonen, die das Ewig-Göttliche, den unwandelbaren Glanz Gottes bedeuten. Zum Abend hin ändert sich das Erscheinungsbild der Fenster. Die Fenster erhalten ihren Reiz durch das eingedampfte Gold, welches die himmlische Atmosphäre darstellen soll. Bei Dunkelheit kehren sich die Eindrücke um, dann erscheinen sie im Innern der Kirche als Goldwand.

#### Rosenfenster
Die Rosenfenster in der Apsis: Beim Eintritt in die Kirche fallen die drei 8,50 Meter hohen und 4,65 Meter breiten Maßwerk-Fensterwände in der Apsis auf, die zueinander stumpf gewinkelt sind. Je fünf senkrechte Lichtbahnen wechseln mit den gleich breiten Tuffsteinbahnen ab und bilden eine gezackte, ruhige Kontur. Das Licht wird durch die 65 Zentimeter tiefen Laibungen und den weißlichen, im Gegenlicht-Schatten liegenden Ockterton der Steinbänder gemäßigt und blendet nicht. Der Glasmaler Robert Rexhausen wählte die Rose als Motiv, die er in neun Variationen zeichnete, mit einem Hauch verschiedener Farbtöne füllte und die Schmelzfarbe Schwarzlot einbrannte. Die Rose gilt als die Königin der Blumen, steht für Maria, die Königin des Himmels und der Erde aber auch für Christus selbst, wie zum Beispiel in dem deutschen Weihnachtslied „Es ist ein Ros entsprungen.“ Im obersten Drittel der mittleren Apsiswand umschließt eine Mandorla ein symbolisches Zeichen der Göttlichen Dreifaltigkeit. Der Bezug der Mandorla auf den Altar ist gewollt und unverkennbar. Insgesamt 182-mal ist die Rose in der Apsis zu finden und wer von den Gottesdienstbesuchern schon einmal genau hingesehen hat, wird entdeckt haben, dass fünf Rosen auf dem Kopf stehen. Eine Unachtsamkeit des Handwerkers, der die Fenster damals eingebaut hat.

#### Kabinettfenster
Die Kabinettscheiben in der Nord- und Südwand liegen für den Besucher nicht sofort sichtbar. Sie sind 30 mal 60 cm klein, jedoch von einem hervorragenden künstlerischen Wert und den großen Fenstern ebenbürtig. Die Fenster der Nordwand enthalten Symbole des Alten Bundes, die Gesetzestafeln mit dem Sinai, dem Altar und die Feuer-Wolkensäule. Die Fenster der Südwand zeigen Motive des Neuen Bundes, die Zeichen für die sieben Sakramente.

### Kruzifix
Das Kreuz über dem Altar gab es nicht, als die Kirche gebaut wurde. Das im Altarraum hängende Kruzifix aus Holz ist aus dem 16. Jahrhundert. Es wurde 1975 im Kunsthandel erworben. Seine Herkunft und der Name des Künstlers, der es schuf, sind unbekannt. Jedoch weisen einige Stilmerkmale auf das 16. Jahrhundert als Entstehungszeit hin. Der Längsbalken misst 2,45 m, der Querbalken 1,30 m. Beide sind in Schwarz gehalten. Der weiße Corpus ist 1,26 m lang und der Abstand zwischen den Händen beträgt einen Meter. Das Haupt ohne Dornenkrone weist keine Spuren entfernter Dornen auf, die Füße sind mit einem einzigen Nagel durchbohrt, die Arme ein wenig nach oben gewinkelt. Die rechte Hand des Gekreuzigten scheint unter schmerzlicher Anstrengung versucht zu haben, die Finger in die Stellung jener Segensgeste zu bringen, die in der weströmischen Ikonografie vorkommt. Im Jahr 2010 wurde das Kruzifix der Diplomrestauratorin Hanna Barbara Hölling zur Restaurierung übergeben. Die Restaurierung war dringend geboten, um die Skulptur auch weiterhin für die Kirche zu erhalten. Die Skulptur war von Holzschädlingen befallen, besonders die hinteren Partien der Oberarme waren stark betroffen. Aufgrund dieser Schädigung wurde die Skulptur einer Stickstoffkammerbegasung unterzogen, was acht Wochen dauerte. Die Restauratorin stellte dabei fest, dass das Kreuz späteren Datums ist und ursprünglich nicht zum Corpus gehörte.

### Kreuzweg
Der Kreuzweg mit Muschelkalkreliefs wurde 1965 von Fritz Müller angefertigt. Geplant war die Kirche vom Architekten Gottfried Böhm ohne Kreuzweg. Schon bald fertigte der Kiersper Ernst Walther einfache kleine Holzkreuze, die den Kreuzweg bildeten. 1965 heiratete der Bildhauer Fritz Müller aus Belecke in der Kirche St. Josef und verriet Pfarrer Bernhard Schmidt, dass er Bildhauer sei. Pfarrer Bernhard Schmidt dachte sogleich an den in der Kirche noch fehlenden Kreuzweg. Beide wurden sich einig. Fritz Müller erhielt den Auftrag, den jetzigen Kreuzweg zu fertigen. Bis zur Renovierung der Kirche im Jahr 2001 hingen beide Kreuzwege nebeneinander, danach wurden die Holzkreuze auf Wunsch von Pfarrer Ulrich Schmalenbach abgenommen. Das Außergewöhnliche an dem Kreuzweg von Fritz Müller mit seinen 14 Bildern ist, dass er sich nicht an die überlieferte Stationenfolge orientiert, sondern allein an den Passionsberichten der Evangelisten, die den Leidensweg Jesu darstellen. Der Kreuzweg beginnt mit dem Gebet im Garten Gethsemane und endet mit der Auferstehung aus dem Felsengrab. Anstelle der aus mystischer Frömmigkeit erdachten nichtbiblischen Stationen 4 - 6 - 7 - 9 und 13 sind diese von Fritz Müller ersetzt worden durch die Stationen 1 – 2 – 10 – 12 und 14: Das Gebet in Gethsemane (1), die Geißelung und Dornenkrönung (2), das Wort Jesu vom Kreuz herab an seine Mutter und an Johannes (10), die Abendmahlsliturgie als Verkündigung des Todes Jesu bis er wiederkommt (12), die Auferstehung Jesu (14). Die Kreuzwegbilder aus Muschelkalkstein sind an der südlichen und nördlichen Wand des Kirchenraumes verteilt und ermöglichen so der Gemeinde, den „Weg“ Jesu betrachtend nachzugehen.

### Madonna

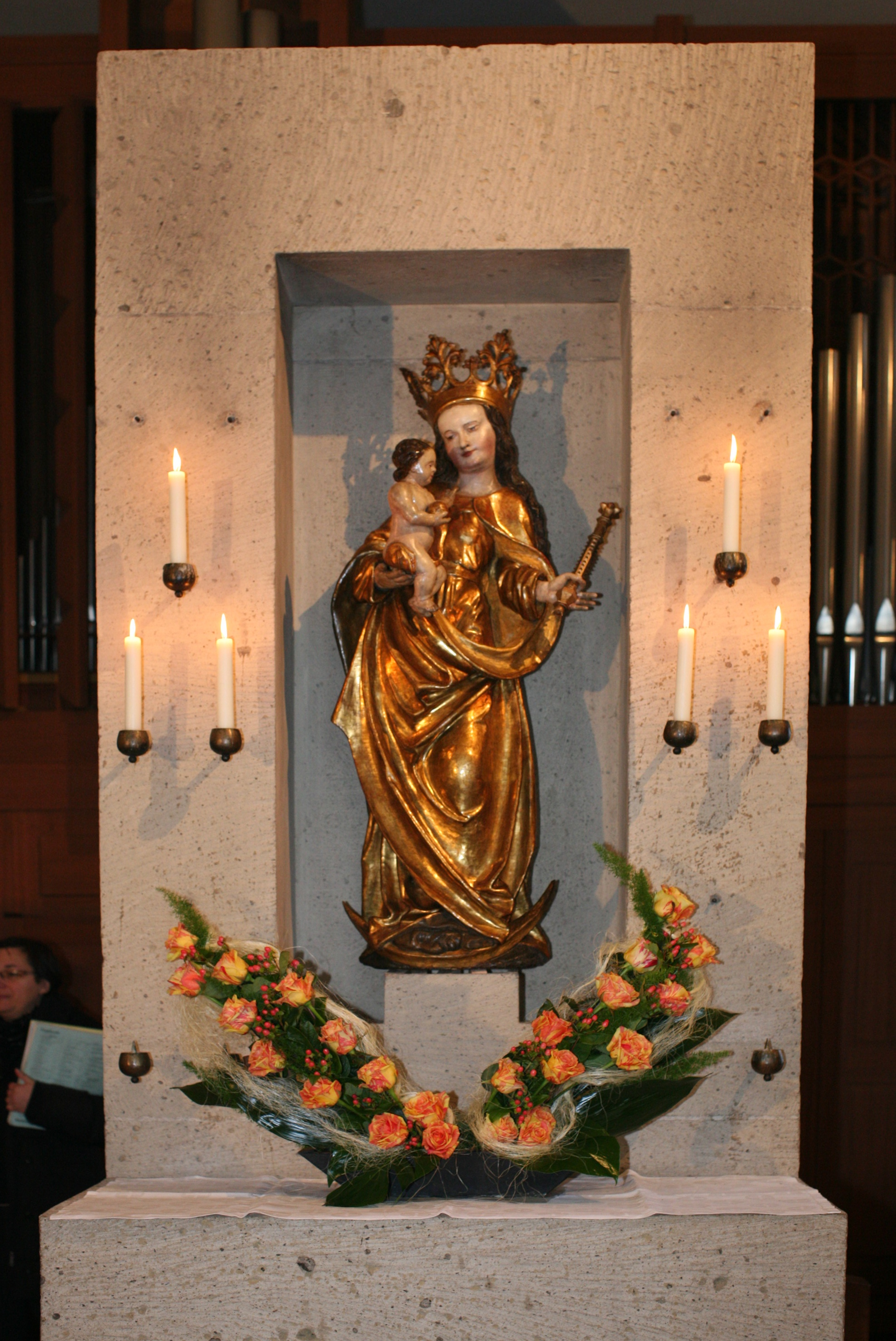
Spätgotische Madonna aus Rosenholz

Die Mondsichelmadonna aus spätgotischer Zeit wurde aus Rosenholz geschnitzt. Ihre Herkunft und ihr Alter konnten nicht ermittelt werden. Maria trägt auf ihrem Haupt eine Blattkrone, ist kostbar gewandet, hält in ihrem rechten Arm das unbekleidete Kind und in ihrer linken Hand ein Zepter. Sie steht auf der Mondsichel, einen Kopf unter den Füßen, vom Mantelsaum etwas verdeckt. Alle diese künstlerischen Ausformungen sind Sinnzeichen der mittelalterlichen Symbolsprache. Die Frucht in der Hand des Kindes weist es als „zweiten Adam“ aus, der durch „Gehorsam bis zum Tod am Kreuz“ die Erlösung herbeiführt. Die Nacktheit bezeichnet diese Todesart, zu der die Verurteilten in der Regel entkleidet wurden. Das Jesuskind ist mit einem Umschlagtuch abgedeckt und wurde ursprünglich, aber nicht unbedingt original, mit einer Krone versehen, die nicht mehr existent ist. Die Krone des Kindes und das Zepter Marias sind spätere, entstellende Beigaben. Im Fall der Madonna ist der Zepter eine qualitativ fragwürdige Beigabe des letzten Jahrhunderts und bronziert, nicht vergoldet.

### Bild der immerwährenden Hilfe
Das Bild der immerwährenden Hilfe befindet sich in der Südwand in einer Wandnische. Dieses Bild ist eine Nachbildung des römischen Originals, besitzt aber durchaus einen künstlerischen Wert. Es ist auf zwölf Kacheln (Azulejos) bunt gemalt und eingebrannt. Es stammt von einem spanischen Künstler und wurde 1965 auf einer Ausstellung in Gerona prämiert.

### Osterleuchter
Der Osterleuchter ist eine runde Holzstele von 1,35 m Höhe und 35 cm Durchmesser in der Basis und im „Kopf“, während der Schaft infolge der wechselnden Reliefstärke einen Durchmesser von 23 bis 28 cm hat. Die Bildhauerin Liesel Bellmann aus Dortmund-Brackel hat die ganze Rundung der Stele künstlerisch bearbeitet. In fast kubistisch abstrahierten Formen hat sie die Schöpfung dargestellt und inmitten der Geschöpfe Eva und Adam, welche die Arme das Antlitz und die Stimme flehend zum Himmel erheben. Die Künstlerin hat ihre Arbeit in drei pastellähnliche Farbtöne gefasst, hierdurch die Klarheit der Komposition und Thematik steigernd, in Blau, Gelb und Weiß.

### Orgel
Die Orgel geht zurück auf ein Instrument, das 1948 durch die Firma Fabritius (Düsseldorf) für die damalige Notkirche gebaut worden war, und 1961 mit einem neuen Spieltisch in St. Josef in Kierspe aufgestellt wurde. Das Instrument hatte 16 klingende Register auf Registerkanzellenladen (Kegelladen), die Trakturen waren elektro-pneumatisch.
| I. Manual |                |     |
| 01.       | Prinzipal      | 08′ |
| 02.       | Hohlflöte      | 08′ |
| 03.       | Oktave         | 04′ |
| 04.       | Gedackflöte    | 04′ |
| 05.       | Nachthorn      | 02′ |
| 06.       | Mixtur 4–6fach | 02′ |
|           | Manualkoppel   |     |

| II. Manual |               |       |
| 07.        | Sing. Gedackt | 08′   |
| 08.        | Salizional    | 08′   |
| 10.        | Prinzipal     | 02′   |
| 11.        | Nazard        | 1 ⁄3′ |
| 12.        | Scharff 3fach |       |
| 13.        | Dulzian       | 16′   |

| Pedal |                |     |
| 14.   | Subbass        | 16′ |
| 15.   | Prinzipal      | 08′ |
| 16.   | Choralbass     | 04′ |
|       | Pedalkoppel I  |     |
|       | Pedalkoppel II |     |

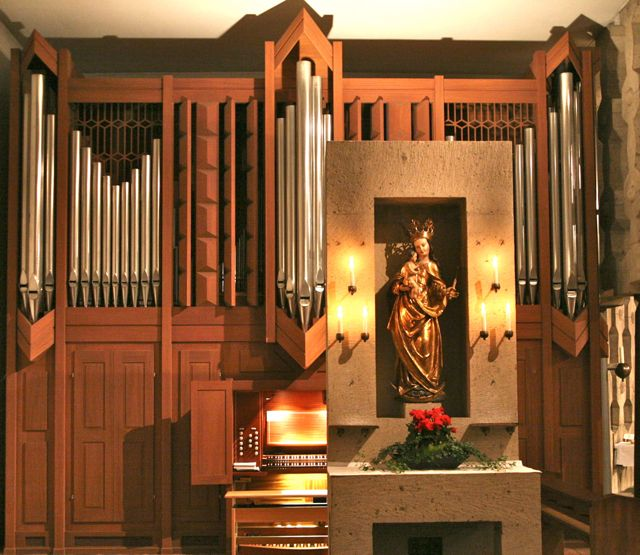
Orgel von St. Josef

Von 1974 bis 1976 wurde das Instrument von der Orgelbaufirma Kleuker (Brackwede) umfassend renoviert und im Pedal um das Register Fagott erweitert. Mitte der 1990er Jahre erwies sich das Instrument als überholungsbedürftig, und sein Standort in der Kirche als ungünstig.
1998 gründete die Gemeinde ein Förderwerk, im Jahre 2000 wurde ein Neubau unter Wiederverwendung vorhandenen Pfeifenmaterials beschlossen. Ende 2001 wurde die neue Orgel, erbaut durch Orgelbau Wolfgang Eisenbarth (Passau), von Weihbischof Franz Vorrath eingeweiht. Die Disposition des Instruments orientiert sich an der der Vorgängerorgel, dabei wurde ein weniger scharfes, grundtönigeres Klangbild angestrebt. Einige Register wurden neu gebaut (Hohlflöte 8′, Basson-Hautbois 8′), andere Register wurden überarbeitet bzw. aus vorhandenen Registern gewonnen (z. B. Unda maris aus dem alten Salizional). Das Instrument hat 21 Register (1.259 Pfeifen) auf zwei Manualwerken und Pedal. Die Spiel- und Registertrakturen sind mechanisch.
| I Hauptwerk C- |             |        |
| 1.             | Prinzipal   | 08′    |
| 2.             | Hohlflöte   | 08′    |
| 3.             | Oktave      | 04′    |
| 4.             | Rohrflöte 0 | 04′    |
| 5.             | Quinte      | 02 ⁄3′ |
| 6.             | Oktave      | 02′    |
| 7.             | Mixtur V    | 02′    |
| 8.             | Trompete    | 08′    |

| II Schwellwerk C- |                   |         |
| 09.               | Singend Gedackt   | 08′     |
| 10.               | Salizional        | 08′     |
| 11.               | Unda maris (ab c) | 08′     |
| 12.               | Trichterflöte     | 04′     |
| 13.               | Nazard            | 02 ⁄3′  |
| 14.               | Nachthorn         | 02′     |
| 15.               | Terz              | 01 3⁄5′ |
| 16.               | Larigot           | 01 ⁄3′  |
| 17.               | Basson-Hautbois   | 08′     |
|                   | Tremulant         |         |

| Pedal C- |            |     |
| 18.      | Subbass    | 16′ |
| 19.      | Bordun     | 08′ |
| 20.      | Oktavbass  | 08′ |
| 21.      | Choralbass | 04′ |
| 22.      | Posaune    | 16′ |

### Glocken
Das Geläut der Kirche besteht aus vier Bronzeglocken und der alten Angelusglocke, die aus der Notkirche am Butterberg stammt. Sie wurde 1947 gegossen. Die weiteren vier Glocken stammen von Petit & Gebr. Edelbrock, Gescher 1960.
| Nr. | Name            |                                                     | Gewicht (kg) | Schlagton |
| --- | --------------- | --------------------------------------------------- | ------------ | --------- |
| 1.  | Josefsglocke    | Wachsamer Hüter des Heiligtums                      | 750          | g1        |
| 2.  | Bernhardglocke  | Herold des Königs und seiner Mutter Rufer zum Kampf | 400          | b1        |
| 3.  | Angelusglocke   | Lauda Sion Salvatorem                               | 270          | c2        |
| 4.  | Barbaraglocke   | Licht Christi im Dunkel der Welt                    | 200          | d2        |
| 5.  | Elisabethglocke | Elend und Unglaube verbrennen im Feuer der Liebe    | 160          | es2       |

### Sakramentshäuschen

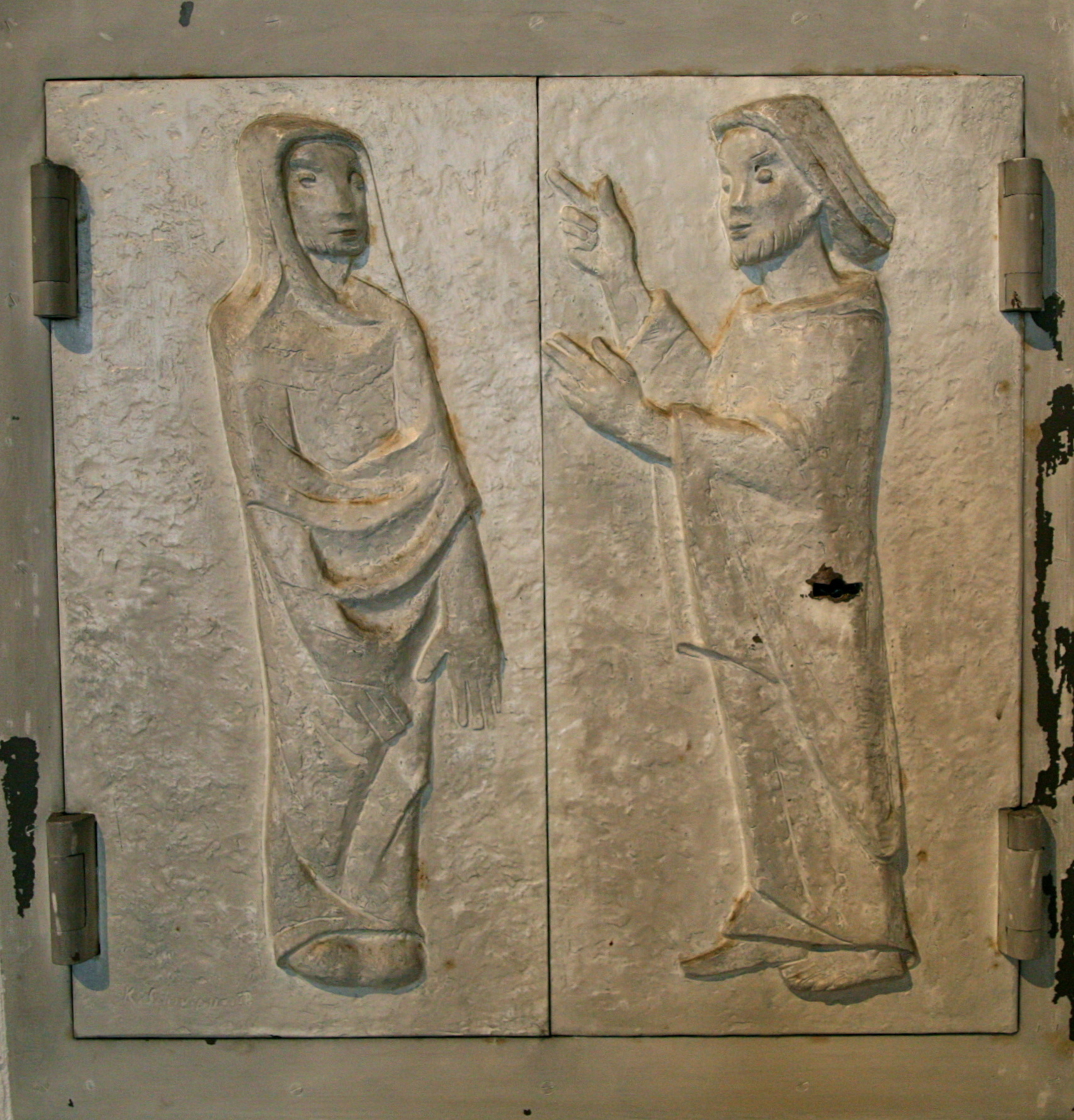
Sakramentshäuschen aus der Notkapelle am Butterberg

Das Sakramentshäuschen stammt aus der Notkirche am Butterberg und war bei ihrer Einweihung am 15. Dezember 1946 schon vorhanden. Das Sakramentshäuschen ist ein Holztabernakel mit Bronzebeschlägen, welches in späteren Jahren mit weißer Farbe überstrichen wurde. Auf ihm ist als Motiv die Erweckung des Lazarus. Jesus ist an der Seite des in Totengewändern gehüllten Lazarus. Das Sakramentshäuschen wurde in die Ostwand der Kirche St. Josef eingefügt und dient heute als Öltabernakel. In ihm werden das Öl für die Krankensalbung, für die Katechumenen und das Krisam aufbewahrt.

## Ansichten

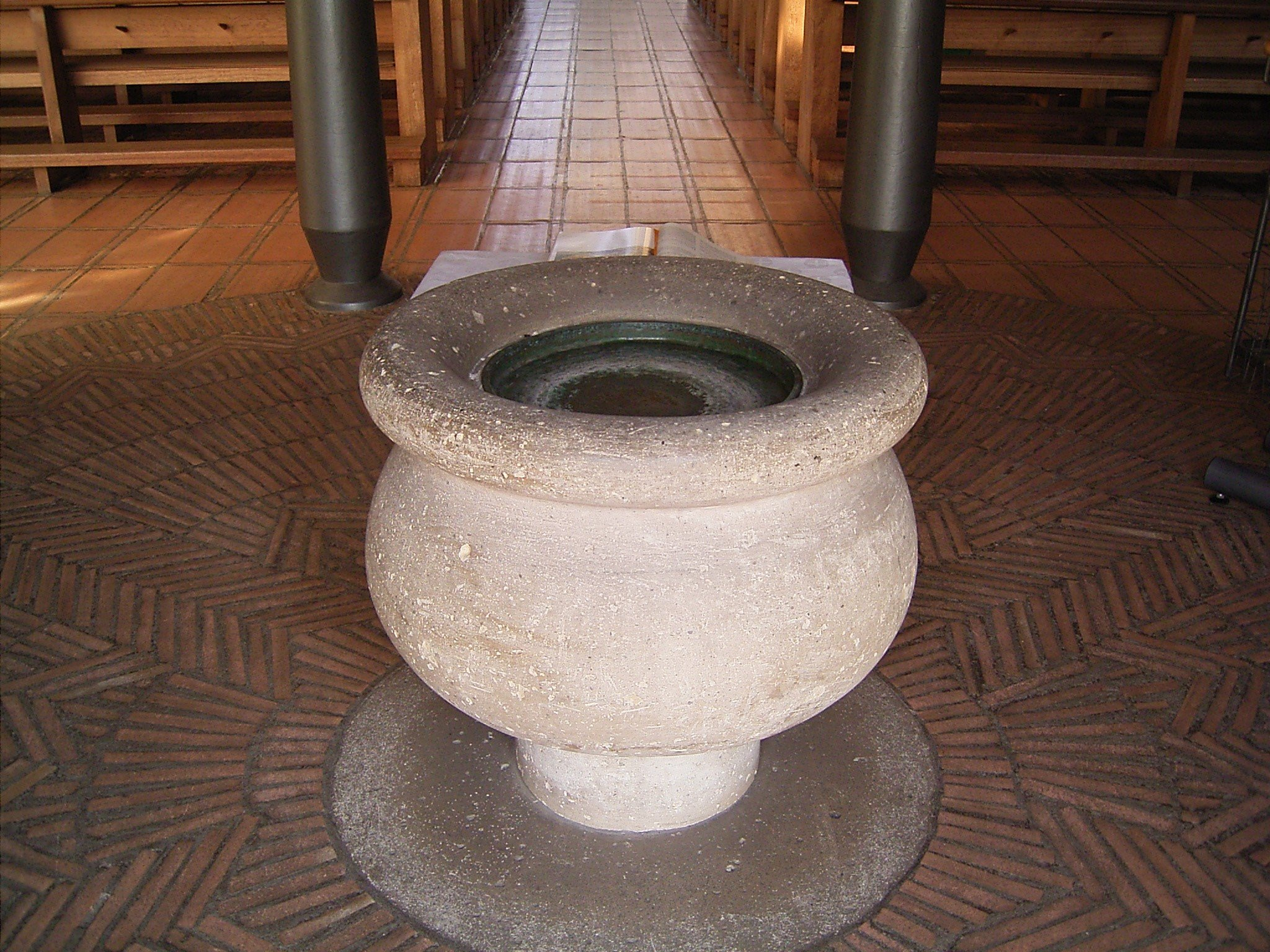
Weihwasserbecken im Turm
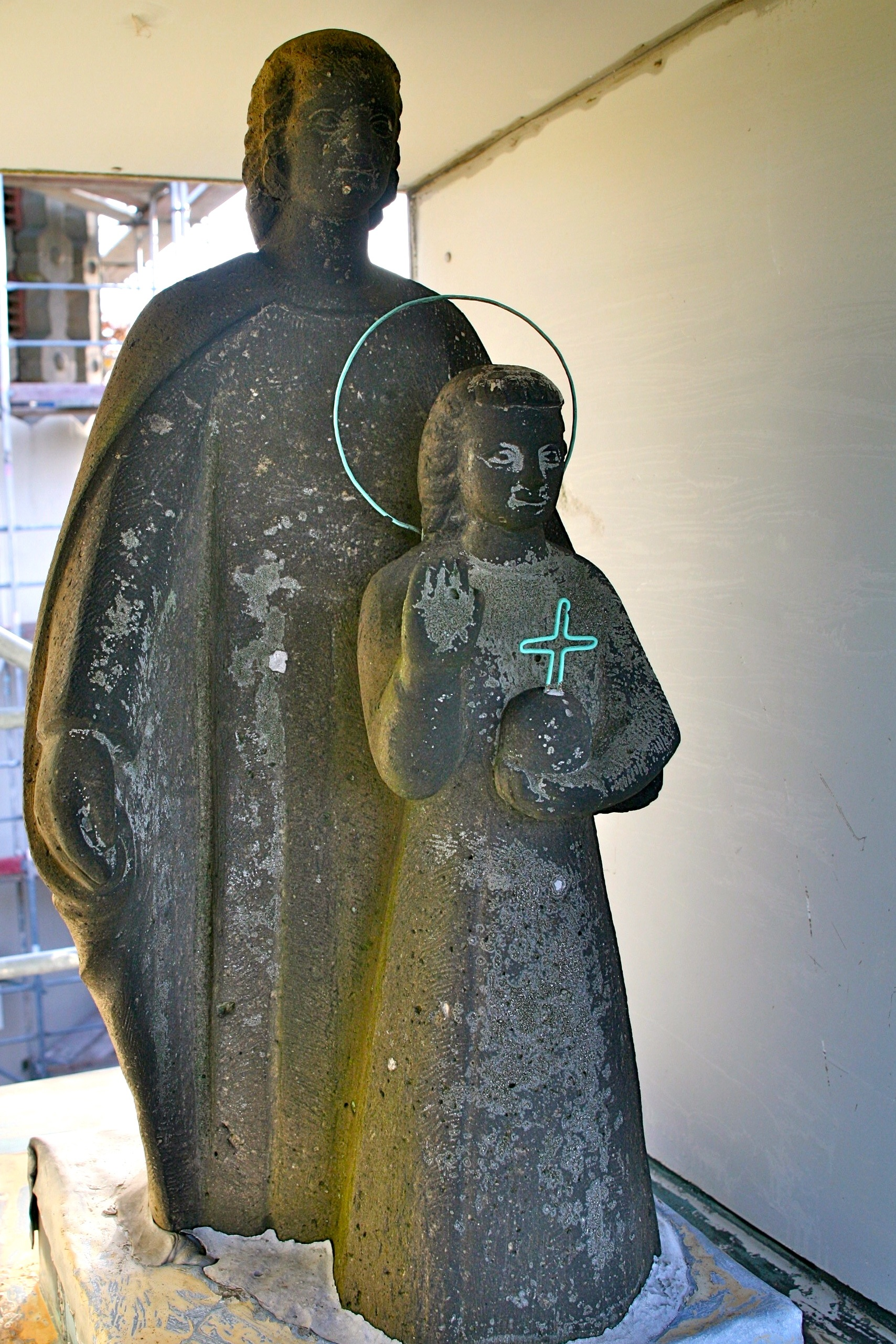
Skulptur des heiligen Josef